# Christian Erler

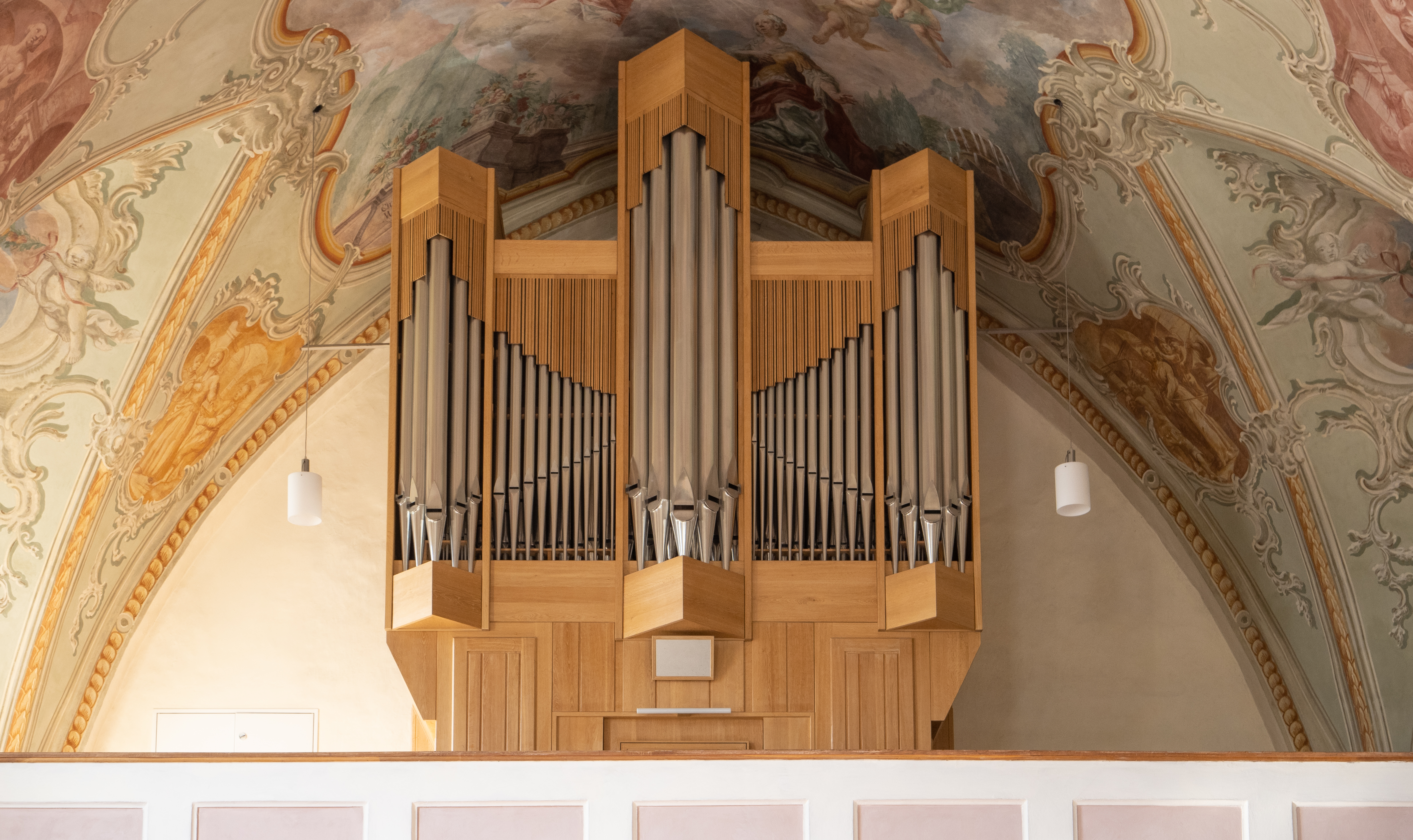
Orgel in der Pfarrkirche Terfens

 Christian Erler (* 4. April 1958 in Schwaz) ist ein österreichischer Orgelbauer.

## Leben
Nach Absolvieren einer Tischlerlehre begann Christian Erler 1977 eine Ausbildung bei dem Orgelbauer Orgelbau M. Walcker-Mayer in Guntramsdorf. 1987 legte er seine Meisterprüfung ab und ist seitdem selbstständig tätig. Seit 1988 betreibt Christian Erler eine Werkstatt in Schlitters in Tirol.

## Werkliste
| Jahr | Ort                        | Gebäude                              | Bild | Manuale | Register | Bemerkungen                              |
| ---- | -------------------------- | ------------------------------------ | ---- | ------- | -------- | ---------------------------------------- |
| 1990 | Gerlos                     | Pfarrkirche Gerlos                   |      | I/P     | 9        | [ 2 ]                                    |
| 1991 | Finkenberg                 | Pfarrkirche Finkenberg               |      | I/P     | 13       | [ 3 ]                                    |
| 1992 | Schlitters                 | Pfarrkirche Schlitters               |      | II/P    | 17       | [ 4 ]                                    |
| 1994 | St. Johann in Tirol        | St. Nikolaus in der Weitau           |      | I/P     | 7        | [ 5 ]                                    |
| 1995 | Grän                       | Pfarrkirche Grän                     |      | II/P    | 14       | [ 6 ]                                    |
| 1996 | Aschau im Zillertal        | Pfarrkirche Aschau im Zillertal      |      | I/P     | 6        | [ 7 ]                                    |
| 1997 | Innsbruck-Hötting          | Alte Pfarrkirche Hötting             |      | I/P     | 9        | [ 8 ]                                    |
| 1998 | Hallein-Rehhof             | Pfarrkirche Hallein-Rehhof           |      | I/P     | 9        | [ 9 ]                                    |
| 1999 | Villach                    | Pfarrkirche St. Martin               |      | II/P    | 22       | [ 10 ]                                   |
| 2000 | Kufstein-Kleinholz         | Wallfahrtskirche Kleinholz           |      | I/P     | 12 (11)  | [ 11 ]                                   |
| 2001 | Strass im Zillertal        | Pfarrkirche Strass im Zillertal      |      | I/P     | 10       | [ 12 ]                                   |
| 2003 | Rinn                       | Pfarrkirche Rinn                     |      | II/P    | 18       | [ 13 ]                                   |
| 2004 | Breitenbach am Inn         | Pfarrkirche Breitenbach am Inn       |      | II/P    | 26       | Gehäuse 1742 von Johann Balthasar Humpel |
| 2006 | Allerheiligen im Mürztal   | Pfarrkirche Allerheiligen im Mürztal |      | II/P    | 17       | [ 15 ]                                   |
| 2007 | Terfens                    | Pfarrkirche Terfens                  |      | II/P    | 14       | [ 16 ]                                   |
| 2008 | Bruck am Ziller            | Pfarrkirche Bruck am Ziller          |      | II/P    | 12       | [ 17 ]                                   |
| 2010 | Mürzzuschlag               | Pfarrkirche Mürzzuschlag             |      | II/P    | 27       | [ 18 ]                                   |
| 2011 | Innsbruck                  | Pfarrkirche Allerheiligen            |      | II/P    | 22 (21)  | [ 19 ]                                   |
| 2018 | St. Kathrein am Hauenstein | Pfarrkirche                          |      | II/P    | 15       | Gehäuse: 1795 von Ludwig Greß            |
| 2021 | Hollenegg                  | Patrizikirche Hollenegg              |      | II/P    | 14       | neue Chororgel                           |
| 2024 | Brandenberg                | Pfarrkirche St. Georg                |      | II/P    | 17       |                                          |

## Restaurierungen (Auswahl)
| Jahr      | Opus               | Ort                             | Gebäude | Bild | Manuale | Register                                                                                       | Bemerkungen |
| --------- | ------------------ | ------------------------------- | ------- | ---- | ------- | ---------------------------------------------------------------------------------------------- | ----------- |
| 1993      | Imst               | Pfarrkirche Imst                |         | II/P | 11      | Restaurierung der Orgel von Karl Reinisch aus 1912                                             |             |
| 1999      | Itter (Tirol)      | Pfarrkirche Itter               |         | II/P | 11      | Restaurierung der Orgel von Matthäus Mauracher's Söhnen aus 1898                               |             |
| 2000      | Nassereith         | Pfarrkirche Nassereith          |         | II/P | 23      | Restaurierung der Orgel von Mathias Mauracher aus 1851                                         |             |
| 2005      | Absam              | Basilika St. Michael            |         | II/P | 23      | Restaurierung der Joseph Aigner-Orgel von 1841, Gehäuse von 1776 und 1799                      |             |
| 2007/2009 | Wenns              | Pfarrkirche Wenns               |         | I/P  | 9       | Restaurierung der Orgel von Johann Anton Fuchs aus 1779                                        |             |
| 2012      | Ried im Zillertal  | Pfarrkirche Ried im Zillertal   |         | II/P | 18      | Restaurierung der Gebrüder Mayer-Orgel aus 1912                                                |             |
| 2013      | Stumm im Zillertal | Pfarrkirche Stumm               |         | II/P | 18      | Restaurierung der Franz Weber-Orgel aus 1887                                                   |             |
| 2014      | Kauns              | Pfarrkirche Kauns               |         | I/P  | 11      | Restaurierung der Franz Reinisch II.-Orgel aus 1910                                            |             |
| 2016      | Hall in Tirol      | Franziskanerkirche              |         | II/P | 26      | Restaurierung der Karl Reinisch-Orgel aus 1920                                                 |             |
| 2017      | Schwendt           | Pfarrkirche Schwendt            |         | I/P  | 6       | Restaurierung der Orgel von Josef Sappl aus 1895                                               |             |
| 2018      | Strassen (Tirol)   | Filialkirche Hl. Dreifaltigkeit |         | I/P  | 10      | Restaurierung der Franz Reinisch II.-Orgel aus 1902                                            |             |
| 2020      | Schwaz             | Franziskanerkloster Schwaz      |         | II/P | 23      | Restaurierung der Joseph Aigner-Orgel aus dem Jahr 1843                                        |             |
| 2023      | Brandberg (Tirol)  | Pfarrkirche Brandberg           |         | II/P | 8       | Instandsetzung der Reinisch-Pirchner-Orgel aus 1972 im historischen Mauracher-Gehäuse aus 1832 |             |